# Rok Satler
Rok Satler (ur. 4 kwietnia 1979 w Lublanie) – słoweński siatkarz, grający na pozycji rozgrywającego. 

## Sukcesy klubowe
Mistrzostwo Słowenii:
- 2003, 2007, 2008, 2009, 2016, 2017[1], 2018[2], 2019, 2020
- 2004, 2005, 2010

Puchar Niemiec:
- 2006

Mistrzostwo Niemiec:
- 2006

Puchar Słowenii:
- 2007, 2008, 2009, 2018, 2019, 2020

MEVZA:
- 2007, 2008, 2016, 2017, 2019, 2020
- 2009, 2013, 2014, 2015
- 2018

Puchar Top Teams:
- 2007

Mistrzostwo Austrii:
- 2013
- 2012, 2014, 2015